# Île Current
Current est une île des Bermudes. 